# Sarcogyps calvus
El buitre cabecirrojo (Sarcogyps calvus) es una especie de ave accipitriforme de la familia Accipitridae que vive en Asia desde Pakistán hasta la península de Malaca. Se halla en peligro crítico de extinción. No se reconocen subespecies.